# John Huxham
John Huxham (Totnes, 1692 – Plymouth, 11 agosto 1768) è stato un medico britannico.

## Biografia
John Huxham nacque nel 1692 a Totnes, nel Devon, figlio di un macellaio. Rimasto orfano, divenne protetto di un reverendo nonconformista, che gli garantì una buona educazione presso l'accademia di Newton Abbot e poi a quella di Exeter, dove studiò medicina. Nel 1715 si recò nei Paesi Bassi per studiare all'università di Leida, ma presto si trasferì a quella di Reims in Francia, dove si laureò nel 1717.
Tornato in Inghilterra, prese residenza a Plymouth dove aprì uno studio medico dal moderato successo. Più risonanza ebbero i suoi studi scientifici, soprattutto sulla meteorologia e sulla chimica, tanto che le sue ricerche sull'antimonio gli valsero la prestigiosa medaglia Copley nel 1755. Membro della Royal Society dal 1739, sviluppò anche un rimedio contro la febbre a base di Cinchona, ampiamente usato nell'Europa dell'epoca e noto come tintura di Huxham. Grande notorietà ebbe la sua corrispondenza con la regina Maria Anna del Portogallo, guarita dalle febbri che l'affliggevano grazie alla tintura di Huxham e che contribuì alla fama internazionale del medico. Nel 1747 intraprese un lungo viaggio sulla Royal Navy al fine di indagare le cause dello scorbuto, malattia che affliggeva largamente la flotta britannica, prescrivendo infine il consumo di verdura per prevenirlo.
Morì a Plymouth nel 1768. Il figlio John Corham Huxham, a sua volta membro della Royal Society, curò l'edizione onnicomprensiva dei lavori scientifici del padre.